# Cotana kebeae
Cotana kebeae är en fjärilsart som beskrevs av Bethune-Baker 1904. Cotana kebeae ingår i släktet Cotana och familjen Eupterotidae. Inga underarter finns listade i Catalogue of Life.